# 親王旗
親王旗（荷蘭語：Prinsenvlag）是歷史上代表荷蘭的一面旗幟，首先使用於16世紀反抗西班牙統治的八十年戰爭。親王旗基於奧蘭治親王威廉一世的旗幟設計，自上至下是橙色、白色和藍色三色條紋。這面旗幟也是現代大荷蘭和荷蘭民族主義運動常用的旗幟。